# Sophie Carle
Sophie Carle (7 de junio de 1964) es una actriz y cantante nacida en Luxemburgo. Ha aparecido en varias películas y representó a su país en el Festival de Eurovisión de 1984 con la canción "100% d'amour". Se convirtió en la cuarta persona oriunda de Luxemburgo en representar a su país en dicho evento, después de Camillo Felgen (1960 y 1962), Chris Baldo (1968) y Monique Melsen (1971).

## Filmografía

### Cine y televisión
- Cavalcade (2005)
- Peur blanche (1998)
- Coup de vice (1996)
- Placé en garde à vue (1994)
- Un commissario a Roma (1993)
- Années campagne, Les (1992)
- Triplex (1991)
- Gorille, Le (1 episodio, 1990)
- Câlins d'abord (1989)
- Quicker Than the Eye (1989)
- Diventerò padre (1988)
- Napoleon and Josephine: A Love Story (1987)
- Or noir de Lornac, L' (1987)
- Bing (1986)
- Requiem pour un fumeur (1985)
- À nous les garçons (1984)
- Souvenirs souvenirs (1984)
- Plus beau que moi tu meurs (1982)

## Discografía
- 100% d'amour (1984)